# 千葉市立平山小学校
千葉市立平山小学校（ちばしりつ ひらやましょうがっこう）は、千葉県千葉市緑区辺田町141にある、公立小学校である。通称は、「平山小」。

## 沿革

### 年表
- 1958年：開校
- 1980年：鉄筋4階校舎増築 完成
- 2008年：千葉県教育功労「学校賞」受賞
- 2024年：第42回千葉市花壇コンクール受賞花壇（千葉市議会議長賞）[2]

## 教育目標
心豊かで 自ら考え 伸びようとする子ども

## 学校行事
| - 4月 着任式、始業式、入学式、 - 5月 運動会 - 6月 | - 7月 - 8月 - 9月 | - 10月 前期終業式、後期始業式 - 11月 - 12月 | - 1月 - 2月 6年生を送る会 - 3月 卒業式、修了式、離任式 |

## 通学区域
- 千葉市緑区
  - 鎌取町、平山町（一部）、辺田町[3]

## 進学先中学校
- 千葉市立有吉中学校 [3]